# Horrenbach-Buchen
Horrenbach-Buchen är en kommun i distriktet Thun i kantonen Bern, Schweiz. Kommunen har 227 invånare (2023)..
Kommunen består av två geografiskt åtskilda delar. Den västra delen består av byn Buchen och kringliggande gårdar, i den östra delen, Horrenbach, finns ingen by utan endast friliggande gårdar.